# Chavín de Huántar
Ne doit pas être confondu avec Opération Chavín de Huántar.
Chavín de Huántar est un site archéologique situé dans les Andes péruviennes, à 3 177 m d'altitude, qui contrôlait les routes commerciales vers l'ouest jusqu'à l'océan Pacifique à travers deux cols dans la cordillère Blanche et vers l'est jusqu'à l'Amazonie.
Le site est situé dans le district de Chavín de Huántar, province de Huari, département d'Áncash, au Pérou. Il a été déclaré site du patrimoine mondial en 1985. Il est situé à 462 km au nord-ouest de Lima et à 86 km de Huaraz, dans la Sierra orientale d'Áncash, à l'est de la cordillère Blanche. Le complexe est situé au confluent des rivières Huacheksa et Mosna, dans le bassin supérieur du fleuve Marañón, qui était un point de passage pré-inca entre la côte du Pacifique et la jungle amazonienne, ce qui a entraîné sa croissance et son importance dans la collecte et le transit des marchandises.
C'était le centre administratif et religieux de la culture Chavín, construit et occupé approximativement entre les années 1500 et 300 avant J.-C.
Ses structures, en forme de pyramide tronquée, sont érigées en pierre et en mortier de boue. La plus imposante est celle connue sous le nom de El Castillo, également appelée Templo Mayor ou Templo Nuevo.
C'est un exemple exceptionnel de l'ancien art de la construction péruvienne, en raison du haut degré de perfection atteint dans l'ingénierie, dans la sculpture et le polissage des pierres et dans la litho-sculpture associée à son architecture.
Bien qu'il ne soit pas le plus ancien site archéologique, ni le plus grand, ni le plus coloré de l'ancien Pérou, Chavín de Huántar est considéré comme le plus important centre de pèlerinage du monde andin et, selon Luis Guillermo Lumbreras, une synthèse des expériences précédentes développées sur la côte, dans la sierra et dans la jungle, ainsi qu'un des plus anciens témoignages de civilisation en Amérique.

## Toponymie
Chavín vient d'un mot quechua qui signifie "au milieu" et du mot quechua "waantar" qui désigne une plante andine, la Cortaderia rudiuscula.
En fait, les vestiges archéologiques se trouvent dans l'angle formé par le confluent des rivières Mosna et Huachejsa, annexé à la petite ville andine du même nom, peut-être dans une zone où proliférait cette plante.

## Découverte et fouilles

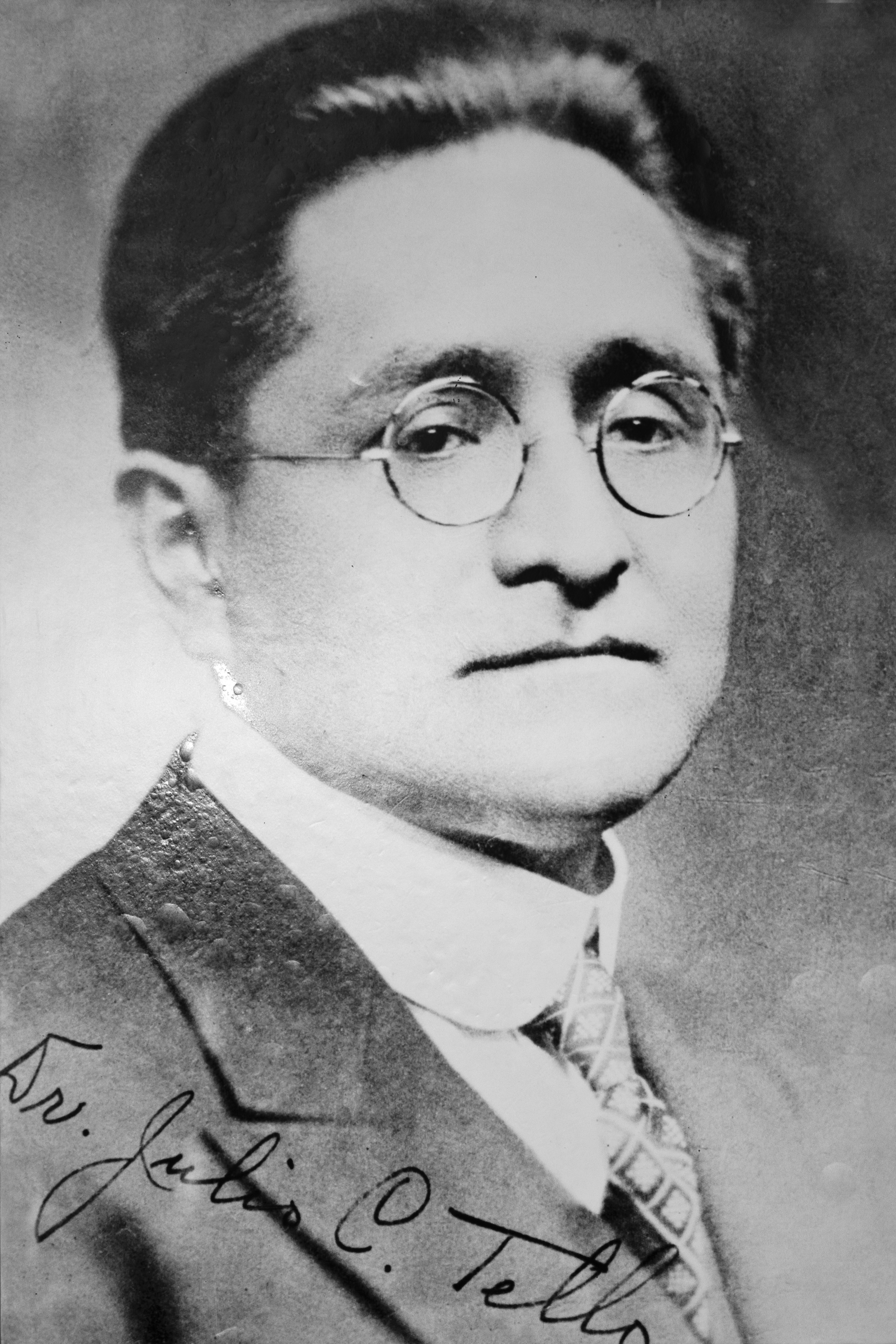
Julio César Tello Rojas, découvreur du site.

Le premier archéologue à fouiller le site fut le péruvien Julio Tello. La campagne de fouilles menées dans les années 1920-1930, révèle l'originalité de la culture Chavín, à partir de l'étude du site éponyme.
Pedro Cieza de León (1520-1554), conquistador et chroniqueur espagnol, fut le premier occidental à mentionner son existence :
« Parmi les anciens quartiers de la province de Huaraz, il y a une grande ou ancienne forteresse, une sorte de carré, qui faisait cent quarante pas de long et de large, et dans de nombreuses parties de celle-ci, il y a des visages humains et des sculptures, tous très travaillés ; et certains Indiens disent que les Incas, en signe de triomphe pour avoir gagné une certaine bataille, ont fait faire ce souvenir, et l'ont utilisé comme force pour leurs alliés. D'autres disent, et ils en sont encore plus certains, que ce n'est pas le cas, mais que dans les temps anciens, bien avant que les Incas ne règnent, il y avait des hommes dans ces régions comme des géants, aussi grands que le montraient les figures qui étaient gravées dans les pierres, et qu'avec le temps et avec la grande guerre qu'ils ont eue avec ceux qui sont maintenant les seigneurs de ces champs, ils ont diminué et perdu, sans qu'il ne leur reste d'autre souvenir que les pierres et les fondations que j'ai racontées. »
Toribio de Mogrovejo, archevêque de Lima, dans sa visite pastorale aux villages du nord du Pérou en 1594, la décrit en ces termes :
« A trois jets de pierre de cette ville (San Pedro de Chavin), il y a un mausolée des temps anciens, qui est dans une forteresse et à l'intérieur du mausolée sont creusées quelques ruelles souterraines et vous saurez que c'est un mausolée qui a été très riche ; il n'a pas été découvert, bien que dans certaines parties de celui-ci il soit effondré. »
En 1616, le moine espagnol Antonio Vázquez de Espinosa a fait une description du temple selon ses voisins.
En 1873, l'explorateur italien Antonio Raimondi a visité le site, il a été impressionné, mais en même temps il a regretté l'état dans lequel il était, et a noté que les habitants l'utilisaient comme carrière pour fournir des pierres pour la construction de leurs maisons.
L'explorateur français Charles Wiener a réalisé en 1880 le premier dessin de la divinité dans l'Ancien Temple.
Plus tard, en 1883, l'allemand Ernst Middendorf (es)(1830-1908) a exploré le site en découvrant le grand escalier qui mène de la Plaza Cuadrada (place carrée) au Templo Mayor (nouveau temple) et il a recueilli le nom utilisé par les colons pour nommer cette divinité : "Huanca".
À partir de 1919, le site est étudié par l'archéologue péruvien Julio C. Tello, qui a souligné son importance et l'a considérée comme le siège de la plus ancienne culture péruvienne, qui aurait donné naissance à la civilisation andine.
Le 17 janvier 1945, une inondation causée par le débordement du lac de Rúrec a recouvert et endommagé les structures du sanctuaire, produisant des accumulations d'alluvions allant jusqu'à quatre mètres de hauteur dans certains secteurs. Pour cette raison, Jorge C. Muelle (es) a chargé Marino Gonzales de retirer les strates alluviales du site (1955). Ces travaux ont duré jusqu'en 1965 et ont permis de découvrir des zones jusqu'alors inconnues, comme le fronton du château, connu sous le nom de " Portail des Falconidés ".
Entre 1966 et 1973, une équipe de l'Universidad Nacional Mayor de San Marcos, dirigée par Luis Guillermo Lumbreras (es) et Hernán Amat Olazábal, a effectué des fouilles sur le site et a approfondi les connaissances sur les passages et les enceintes intérieures du sanctuaire.
Dans les années 1970 et 1980, l'Américain Richard Burger (es) a mené des fouilles stratigraphiques qui ont permis de clarifier les séquences de développement de la céramique du site.
De 1980 à 1982, le "projet archéologique Chavín" de l'Université nationale Federico Villarreal (es) de Lima a été développé, parrainé par la Fondation Volkswagen (de) et dirigé par Federico Kauffmann Doig.
De récentes investigations et fouilles effectuées au centre de la Plaza Cuadrada, ont donné des preuves de sépultures cérémonielles, permettant de retrouver l'ancien lit de la rivière Mosna, ce qui signifie que le lit de celle-ci a été détourné pour permettre la construction de cette place.
En 1985, le site a été inscrit sur la liste du patrimoine mondial par l'UNESCO.

## Chronologie
Chavín de Huántar fut initialement construit par la civilisation de Chavín, une culture pré-Moche aux environs de 900 av J.-C. À cette époque le culte du Jaguar de Chavín et son influence, étaient acceptés dans la plus grande partie de ce qui est le Pérou d'aujourd'hui.

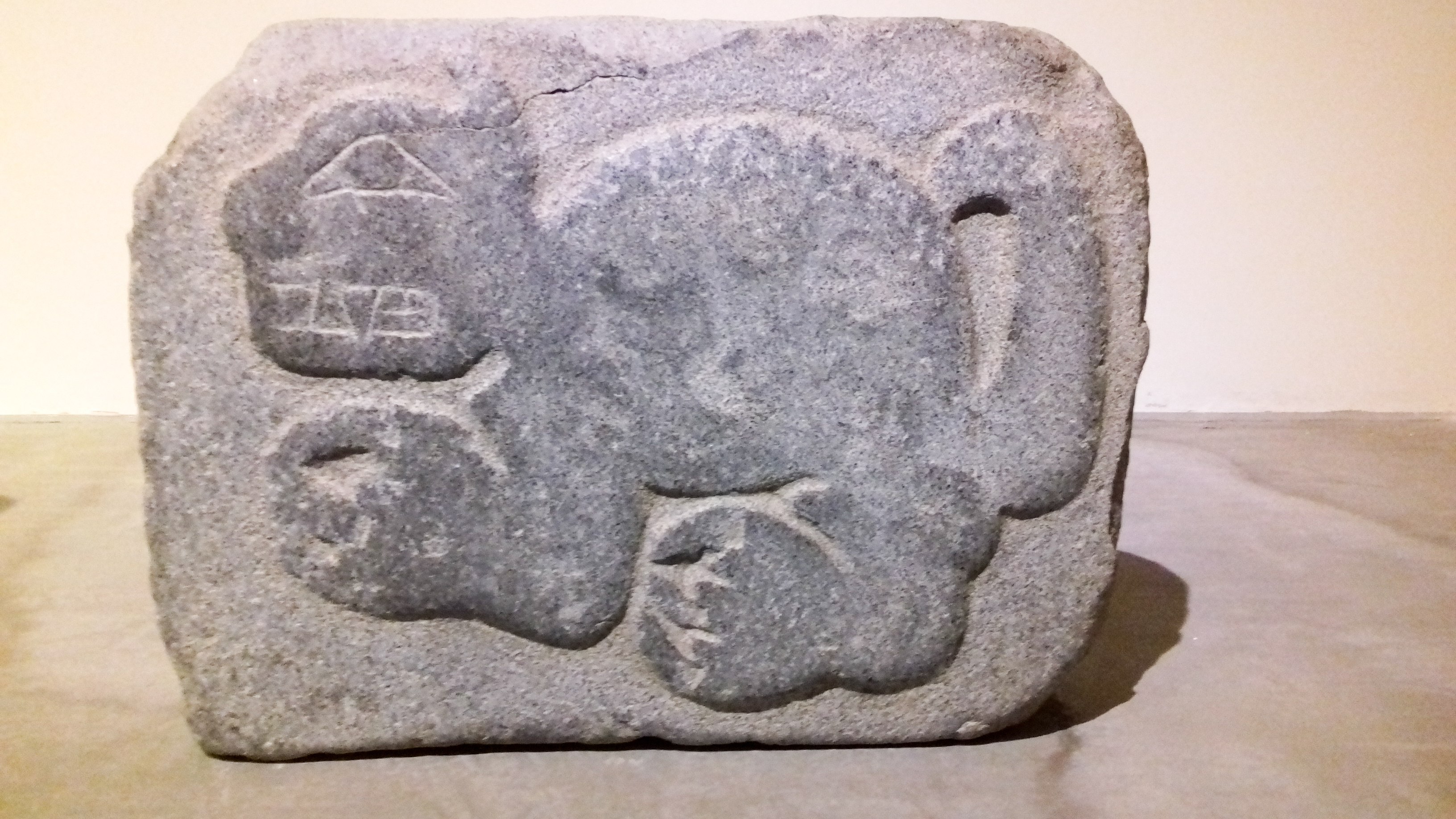
Pierre sculptée d'un jaguar, provenant du site de Chavín.

Les diverses structures ont été élevées à différents moments entre les années 1500 et 300 avant J.C., environ. L'archéologue américain John H. Rowe a soutenu que le complexe est né d'agrandissements successifs, à commencer par un bâtiment primitif qu'il a appelé "Templo Viejo" (Vieux Temple), le même que celui associé à l'idole du "Lanzon", le monolithe situé dans une galerie souterraine. Le vieux temple avait une structure en U orientée vers l'intérieur avec une cour centrale. La cour comportait des obélisques et des monuments en pierre ornés de bas-relief représentant des jaguars, des caïmans, des faucons et diverses formes anthropomorphiques. L'intérieur du temple contenait un dédale de corridors, de chambres et de conduites d'eau.
Après quelques siècles d'utilisation, le "Vieux Temple" aurait été abandonné et remplacé par le "Nouveau Temple", composé du "Château" et de la "Place Carrée" avec leurs plateformes respectives. Ce nouveau temple, construit entre 500 et 200 av. J.-C., contient aussi de nombreuses sculptures et est plus massif. Un escalier mène à un palier ayant une cour étroite. Des passages cachés et des plateformes permettaient aux prêtres d'apparaître miraculeusement au-dessus de leur assistance.
L’influence de Chavín est importante sur deux grandes cultures précolombiennes postérieures : Paracas à Ica et Pucará (en) dans l'Altiplano.

## Contexte socio-religieux

### Rôle économique
Le site de Chavín était dirigé par des prêtres et, très certainement, des prêtresses qui régnaient en maîtres. Ils traitaient essentiellement avec les élites. Les habitants de Chavín étaient quelques prêtres et leurs assistants, tandis que la plupart de leurs « fidèles » étaient des pèlerins qui venaient sur place à la recherche d'« oracles », apportant des offrandes de toutes sortes, et qui pouvaient y rester pendant de longues périodes.

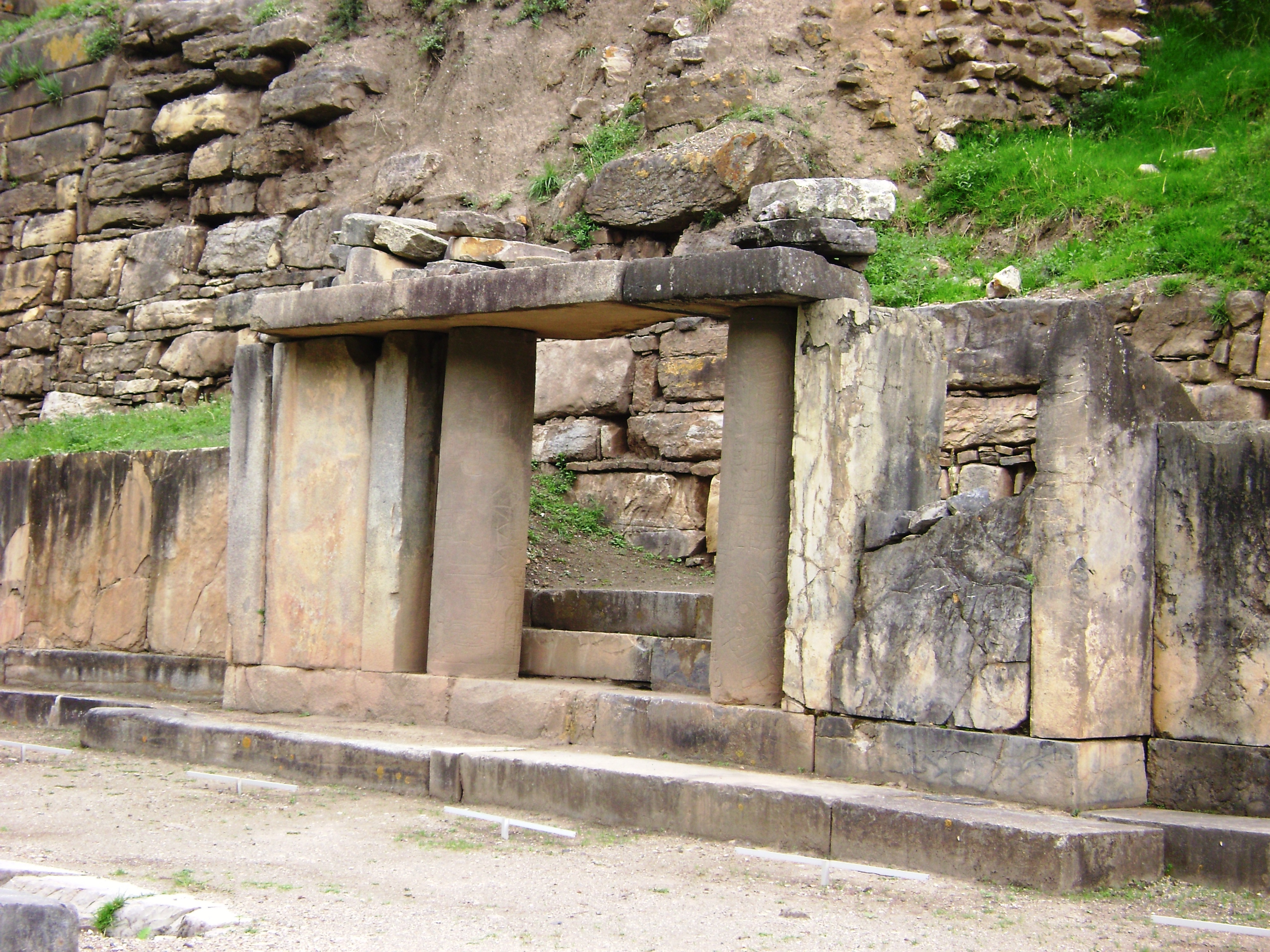
Le portail des Falconidés.

D’après certains archéologues, les prêtres appuyaient leur pouvoir sur l’observation et la compréhension du changement des saisons et des cycles des astres et contribuaient à faire des Chavín des agriculteurs hors pair.
La direction administrative était très importante, afin d'adapter la production de nourriture au rythme de l'augmentation de la population fixe et flottante. Étaient utilisées à cet effet des méthodes agricoles efficaces, soutenues par un rituel pompeux et le culte des pouvoirs surnaturels qui contrôlaient la production. En particulier le Dieu de l'Eau, dont dépendaient les pluies bénéfiques ou les sécheresses catastrophiques qui détruisaient les cultures, était particulièrement honoré.
Ce développement économique et social s’est centralisé autour des temples. Chavín de Huántar serait ainsi devenu un prestigieux centre de gestion de production soutenu par le culte, par le biais de cérémonies et de prophéties exprimés par des oracles. L’utilisation de substances hallucinogènes était très fréquente lors de ces rituels.
On pense que Chavín a été construit dans un endroit soigneusement choisi en fonction de critères magico-religieux et non pas en considération du fait qu'il s'agissait d'un lieu privilégié en raison de ses sols, du fait qu'il existe des vallées voisines plus productives, même en considérant l'utilisation de ses pentes de terre sèche cultivées au moyen de terrasses.
Il est significatif que des siècles plus tard, Cusco, le centre des Incas, a également été élevé dans un confluent de deux courants de faible productivité, ce qui conforte la théorie que Chavín avait une origine similaire.
La société de Chavin s'est développée autour d'une activité agricole à la suite d'une innovation majeure mise en œuvre dans tout son périmètre d'influence: l'irrigation en terrasse dans une région côtière désertique, où la maîtrise de la ressource hydrique était fondamentale pour garantir le succès des récoltes.

### Organisation politique et sociale
Il y avait quatre types d'occupants : les prêtres de Chavín, les pèlerins de diverses provenances, les "nobles" avec le rang de prêtres, les artisans ou spécialistes et le peuple. La différence entre hommes et femmes semble avoir été significative, même si le rôle que le sexe féminin jouait dans la liturgie est très important ; il semble même y avoir eu des prêtresses. En fait, presque tous les personnages sacrés que nous connaissons présentent une version féminine à côté de la version masculine.
Les prêtres : Les prêtres étaient responsables du temple, qui était leur lieu de travail. Il y avait les installations et les personnes consacrées à la production des calendriers, d'où découlait leur condition d'oracles, c'est-à-dire le service qu'ils offraient - la prévision des cycles climatiques saisonniers annuels.

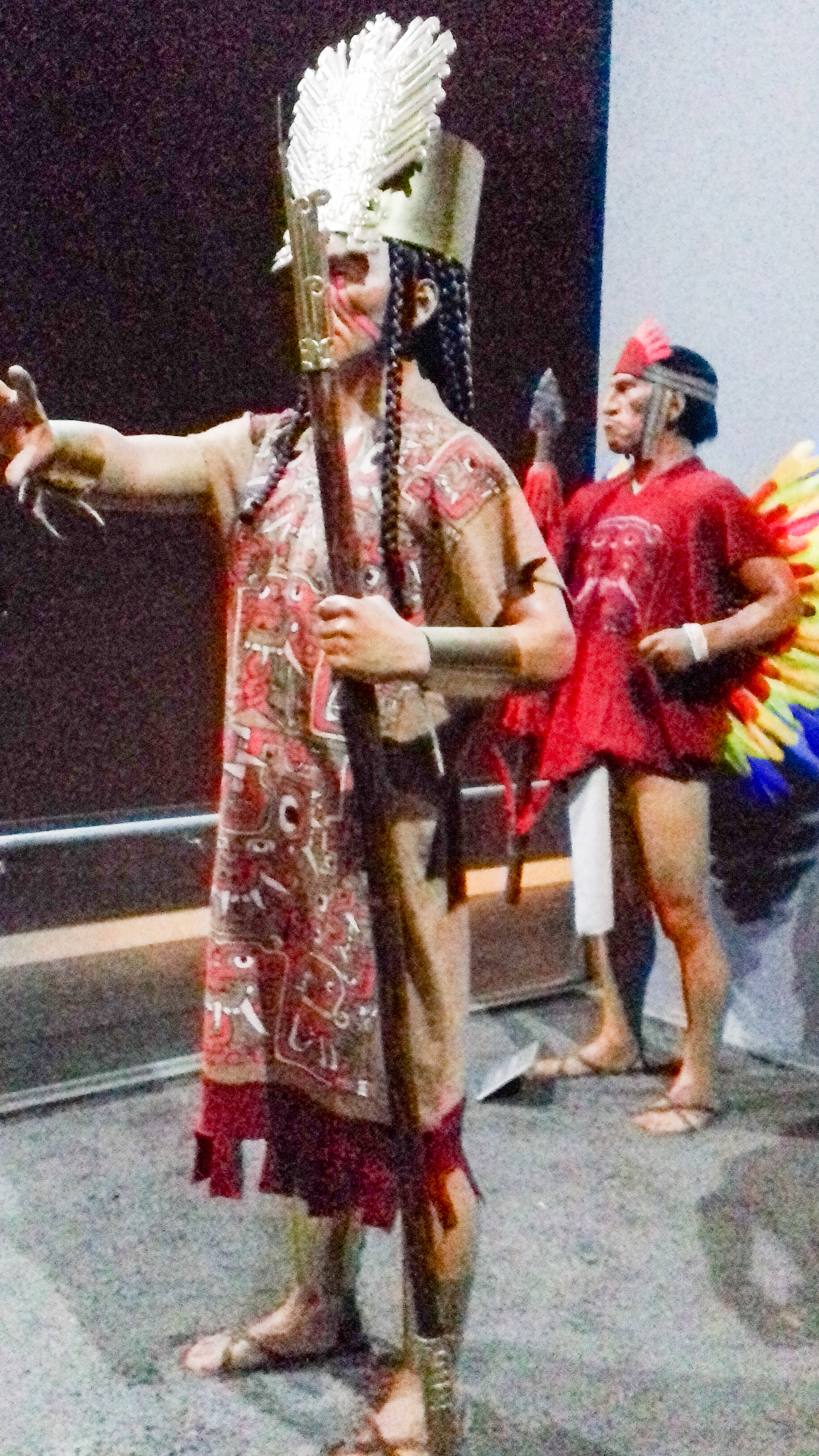
Représentation d'un prêtre. Musée national de Chavín.

Ces prêtres étaient des observateurs du ciel et, grâce à cela, ils pouvaient enregistrer avec une grande précision les mouvements du Soleil, les phases de la Lune et le mouvement des étoiles. Ils ont ainsi calculé des périodes fixes dans le temps, auxquelles ils ont pu associer les cycles saisonniers, qui ne sont pas fixes. Les périodes de sécheresse ou de pluies intenses, bien qu'elles aient un rythme annuel prévisible, qui s'établit à partir du solstice d'été - fin décembre -, sont aléatoires dans leur début et leur intensité.
Connaître à l'avance les caractéristiques de chaque cycle des pluies est une tâche - qui exige une spécialisation - et qui est, sans aucun doute, fondamentale pour mener les campagnes agricoles chaque année. Pour cela, il est nécessaire de combiner le calendrier solaire-stellaire avec d'autres indicateurs météorologiques, tels que ceux du comportement des animaux. C'était la tâche spécialisée - et apparemment réussie - des prêtres de Chavín.
À cause de tout cela, le statut du prêtre était très élevé dans la société Chavín. Il s'exprime par l'ensemble des attributs qui lui sont accordés; robes et décorations très élégantes et coûteuses, faites de plumes, de pierres exotiques, d'or et de bijoux.
L'élite : Les membres de l'élite se distinguaient par l'utilisation de couronnes, boucles d'oreilles, anneaux de nez et colliers, éléments qui représentaient la catégorie de ceux qui les utilisaient, chargés du culte « félin ». Ce culte était visuel, le dieu félin, probablement un jaguar, était représenté par des images terrifiantes, qui reflétaient des croyances complexes, et reliaient les hommes aux animaux, et les membres des différents groupes entre eux.
La société était ainsi organisé selon une hiérarchie pyramidale :
À la tête se trouvaient les prêtres-chefs, qui exerçaient des fonctions religieuses et en même temps, gouvernaient le peuple.
Les "experts" : Puis il y avait les spécialistes, qui étaient des artisans de la pierre et de l'argile, des métallurgistes, des tisserands, des architectes et des ingénieurs, qui ont perfectionné les techniques d'irrigation pour augmenter la production de pommes de terre, de maïs, de haricots, de poivrons, etc. Ces spécialistes étaient entretenus par l'État.
Les paysans : Enfin, il y avait les paysans, qui travaillaient la terre en utilisant les techniques mises au point par les ingénieurs.

## Divinités

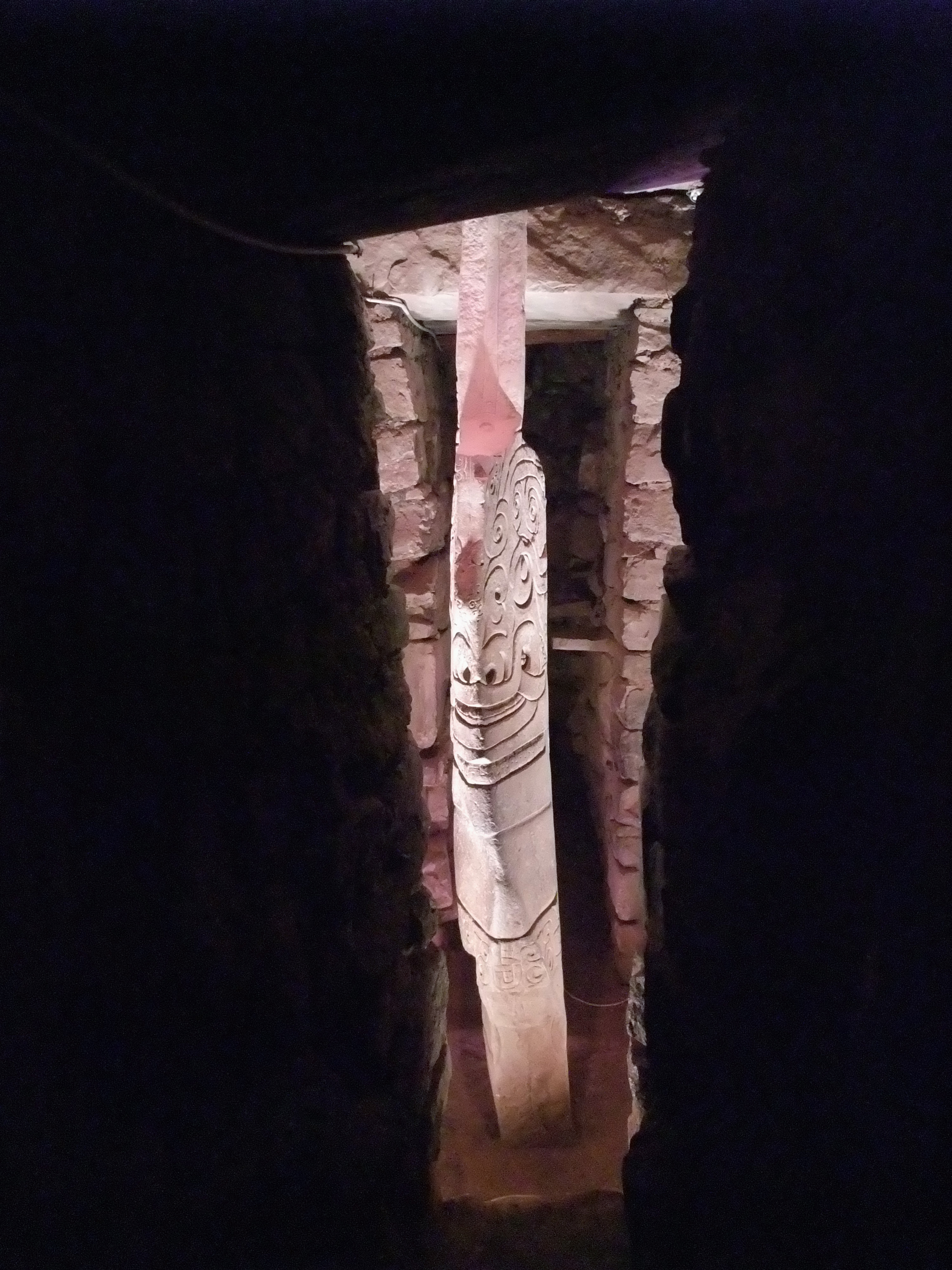
Le Lanzón, au fond de sa crypte.

Les anciens Chavinos ont représenté leurs dieux sur de grands monolithes. Les plus connus sont le Lanzón (la grand lance en espagnol), la stèle Raimondi et l'obélisque Tello. Chacun d'eux est un menhir qui, dans la culture andine, a une transcendance spirituelle et sert au contrôle politique et social de la population, menacée par des éléments de la nature et la pénurie alimentaire. Leur nom en quechua, « huanca », signifie « pierre de pouvoir » et ils ont un caractère éminemment sacré.
Selon une interprétation, le monolithe de Chavín appelé « El Lanzón » (« La Grande Lance ») réunit les trois éléments de la trilogie cosmogonique de Chavín : l'aigle, le serpent et le jaguar (air, eau et terre), c'est-à-dire des divinités répressives qui servent de sentinelles et chassent le mal. Ainsi, l'air, l'eau et la terre confirment une harmonie permanente avec le Cosmos qui est évidente dans tout l'héritage de Chavín.
La huanca la plus connue est une emblématique lance monolithique, d'environ cinq mètres de haut : El Lanzón. C'est une figure anthropomorphique avec une tête trois fois plus grande que le corps, d'où jaillissent des serpents comme des cheveux. Il porte une sorte de diadème. Le reste du corps est court et épais. Il a aussi d'énormes crocs, des griffes sur les mains et les pieds, et de grandes parures d'oreilles. Il a la main gauche vers le bas et la main droite vers le haut avec les doigts étendus. Traditionnellement, cette image a été identifiée comme un dieu félin (jaguar). En raison de son emplacement, à l'intérieur des galeries souterraines du temple, il représenterait une divinité liée au monde souterrain.
En comparant avec d'autres iconographies contemporaines et postérieures, Federico Kauffman Doig soutient que la divinité représentée dans les monolithes de Chavín est fondamentalement un être hybride : moitié homme à la bouche de félin et moitié oiseau de proie, qu'il a appelé piscoruna-pumapasim (quechua : homme-oiseau à la bouche de jaguar). Cette divinité serait liée au culte de l'eau et de la fertilité, d'une telle importance dans les civilisations agricoles de l'ancien Pérou.
Une grande énigme est la présence d'innombrables aqueducs et chutes d'eau qui existaient dans le lieu, créant par un système de portes, un effet acoustique qui ressemblait au rugissement d'un félin. Petro-León a affirmé qu'il s'agissait d'un mécanisme de génération acoustique similaire au mantra, dans le but d'induire différents états d'esprit, peut-être stimulés par l'ingestion de la décoction du cactus San Pedro (Echinopsis pachanoi) contenant de la mescaline, qui est très abondant dans la région. Certaines stèles retrouvées sur le site représentent des dieux et prêtres avec ce cactus en main, ce qui confirme son utilisation à des fins mystiques. Des restes de mollusque du genre Spondylus souvent employé comme offrande ont été trouvés et l'iconographie montre le cactus San Pedro (« huachuma ») et les graines de l'arbre willka (Anadenanthera colubrina), deux plantes contenant des hallucinogènes,.

## Description
L'art de Chavín est un art chargé, il ne laisse pas d'espaces libres et les représentations sont sévères, rigides, symboliques et bouleversantes dans leur expression. Les pierres de ses monuments sont dessinées en relief ou gravées.

### Architecture

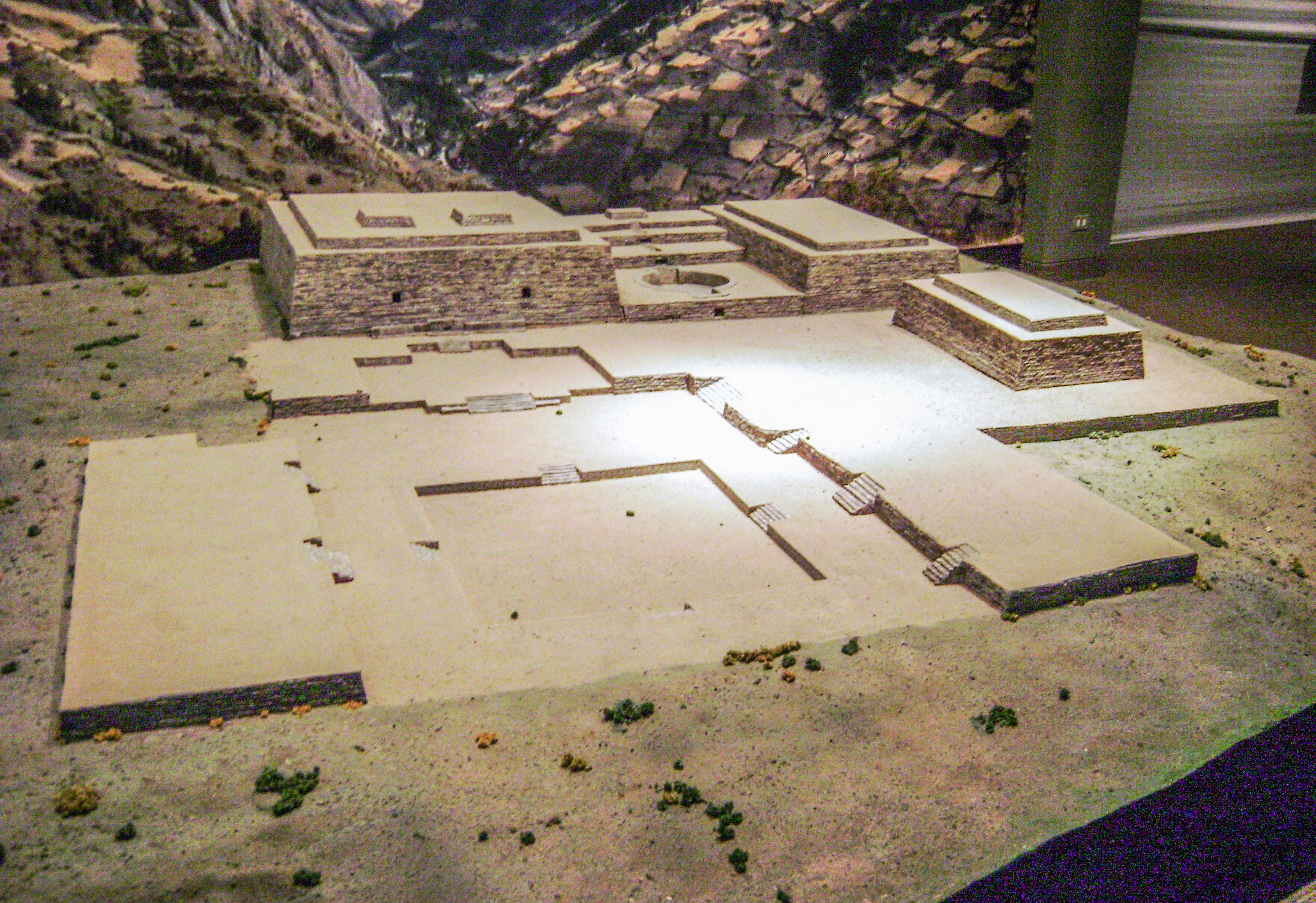
Maquette du complexe de Chavín de Huántar.

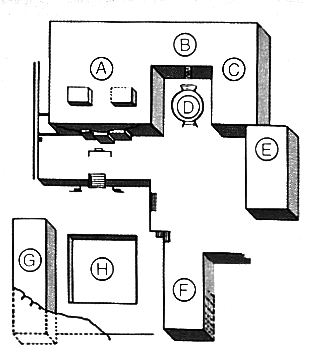
Plan de Chavín de Huántar : A. Le "Château" ou "Nouveau Temple" ; B. Le "Vieux Temple" (El Lanzón) ; C. La structure nord ; D. Place Circulaire ; E. Pyramide de Tello ; F. Plate-forme nord ; G. Plate-forme sud ; H. Place Carrée.

Seule une partie de son architecture a été conservée en raison de sa monumentalité. Le centre cérémoniel avait pour noyau ce secteur monumental. Les structures ont été entièrement construites en pierre, dont beaucoup de granit blanc (granodiorite) dont les carrières sont situées à proximité du tunnel de Kahuish, à plus de 30 km et à 4 500 m d'altitude.
Les temples sont constitués d'une série de plates-formes avec une forte inclinaison de leurs murs, ce qui leur donne un profil pyramidal (5,3° d'inclinaison). Ils ont été construits par étapes, comme l'a déterminé l'archéologue John Rowe.
- Le Vieux Temple (B), à l'ouest du complexe est le plus ancien. Il est en forme de U. À l'intérieur, il y a un vaste réseau de passages et de chambres intérieures entièrement construites en pierre. Au milieu de la pénombre qui règne dans ces environnements, il y a des faisceaux de lumière inhabituels qui éclatent à travers des conduits stratégiques qui communiquent avec le monde extérieur. Il est possible d'entendre clairement la voix d'une personne à plusieurs mètres de distance comme si elle était à nos côtés. La construction de l’Ancien Temple débute vers 1500 av. J.-C. ce qui correspond au début de l’histoire de Chavín de Huantar. Le temple est une structure massive de 11 à 16 m de haut et 100 m de large, en forme de U, composée de plates formes superposées. Il s’articule autour d’une cour circulaire et est ouvert à l’est : il fait ainsi face au soleil levant. Il est constitué de murs de parement qui contiennent un remplissage de pierre et de terre. Cela a permis l’aménagement de galeries dans l’épaisseur des murs comme la longue galerie en forme de croix où se trouve le Lanzon, divinité principale de Chavín. Cette représentation de la divinité était tenue secrète : visible uniquement par les prêtres et les chefs. Cet aspect secret et accessible par une poignée de privilégiés ne concerne pas uniquement la sculpture du Lanzon, mais tout l’Ancien Temple. En effet, ce dernier ne comporte aucune fenêtre et les prêtres y réalisaient des rites occultes auxquels le public ne pouvait assister. Les rituels publics étaient quant à eux réalisés sur le toit.

- Comme tout temple en forme de « U », il avait deux ailes latérales : son aile sud a été plus tard fusionnée dans le « Château », tandis que et son aile nord forme ce qu'on appelle aujourd'hui la structure nord (C).

- Flanquée de ces ailes se trouve une place circulaire (D) dont le diamètre est de 20,8 m. Un escalier en pierre part de la base de cette place circulaire et monte jusqu'aux environs de l'entrée de la galerie de Lanzón.

- Le château ou Nouveau Temple (A), est une pyramide plus grande (71 m x 71 m), la plus importante de l'ensemble, non seulement pour sa taille, mais aussi pour son bon état de conservation, ainsi que pour le savoir-faire dont elle fait preuve dans sa construction. Entre 500 et 200, le centre cérémoniel se développe. C’est ainsi que le Nouveau Temple s’ajoute à l’Ancien Temple en utilisant partiellement ses structures. Son plan d’ensemble en forme de U rappelle l’Ancien Temple, mais la superficie totale est de plusieurs fois supérieure à celle de l’ancien[10]. Le portique (ou portail) noir et blanc monumental ouvert à l’est donne accès à la partie supérieure de l’édifice. Des édifices jumeaux sont érigés à son sommet.

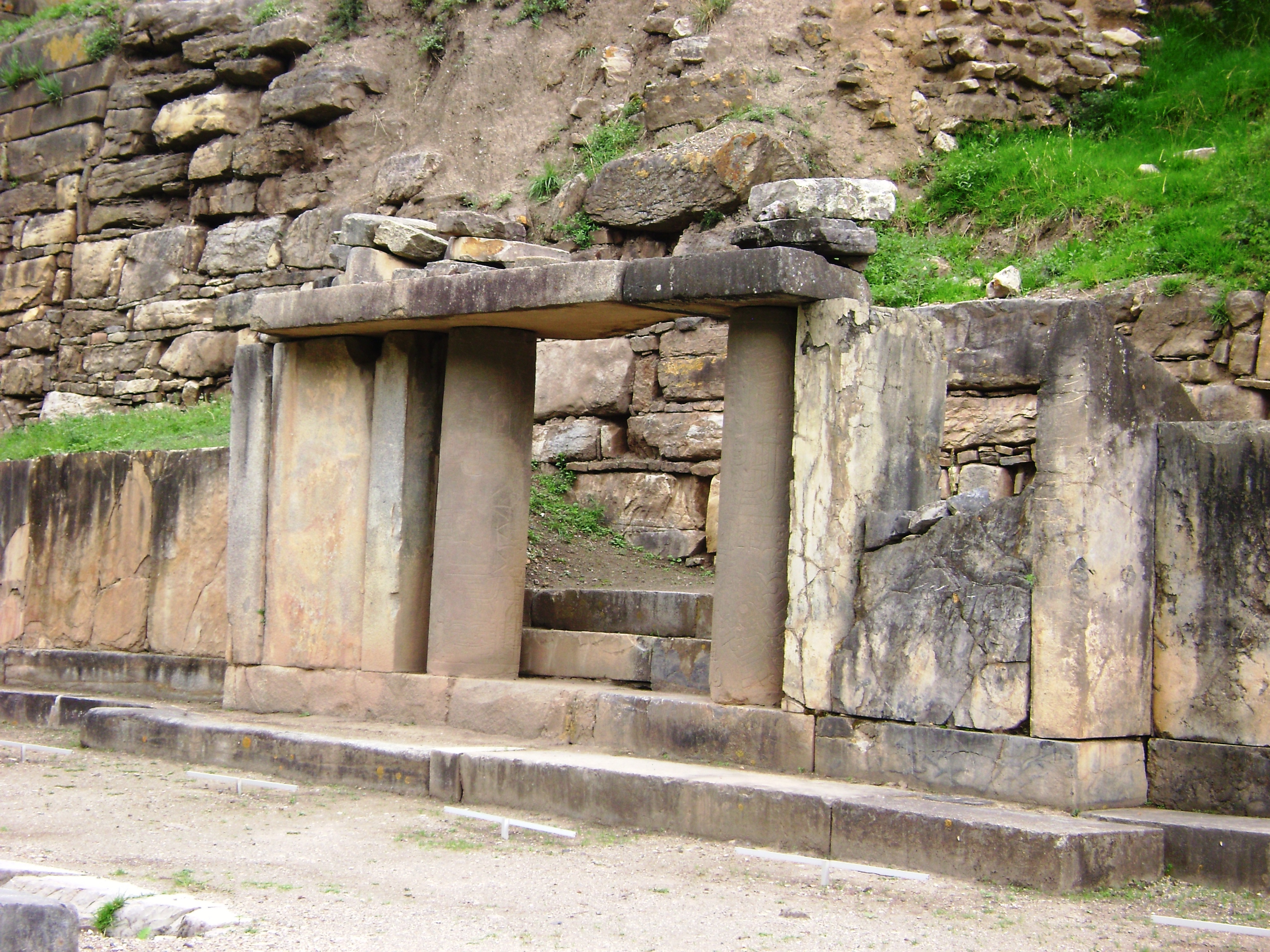
Portique des Faucons.

Le style artistique associé au Nouveau Temple très différent de celui qui lui précède. De nombreuses innovations de formes et du contenu symbolique sont visibles, comme l'apparition de personnages nouveaux, de thèmes plus variés et d'éléments ornementaux.
Ce bâtiment principal du complexe possède un portique principal appelé portique des Faucons, avec des gravures sur les pierres, précédé d'un atrium et d'un ensemble de marches qui montent de la place Carrée, où se trouvent également des sculptures uniques faisant office de linteaux, de colonnes ou de pierres tombales avec des gravures de personnages du style de Chavín.
Le château contient également des galeries souterraines et des conduits de ventilation. Dans le haut de ses murs d'enceinte (côtés sud, est et ouest) se trouvait une série de cinquante-six têtes à tenon sculptées en pierre, avec des visages de personnages mythologiques. Une seule d'entre elles reste en place sur le mur ouest, les autres sont au Musée national de Chavín (es).
- Devant le Nouveau Temple, deux annexes ou ailes, appelées la plate-forme nord (F) et la plate-forme sud (G), flanquent une cour carrée.
- La place carrée (H) est une grande esplanade de 50,2 m par 50,2 m. On pense que la stèle Raimondi était exposée au centre de cette place, qui serait ainsi la principale huanca ou pierre sacrée du lieu.
- Il existe une autre structure pyramidale tronquée, la pyramide dite de Tello (E), qui est considérée comme une construction ultérieure du complexe.

Presque tous ses bâtiments et annexes ont été laborieusement construits avec des colonnes, des corniches, des linteaux, des pierres tombales, des obélisques et des sculptures qui ont été ajoutées aux murs ou aux places, transformant les espaces cérémoniels en une belle scène, ornée des images des dieux et des démons qui peuplaient le panthéon de Chavín. Les matériaux utilisés sont des pierres de différentes couleurs, provenant de différents endroits des Andes péruviennes.

## L'iconographie
L'art sculptural est un complément à l'architecture de Chavín. Il est représenté par des monolithes, des têtes clouées, des stèles ou des pierres tombales, des obélisques, des corniches ; le tout avec des figures gravées en haut et en bas relief qui représentent des êtres mythologiques.

### Le Lanzón

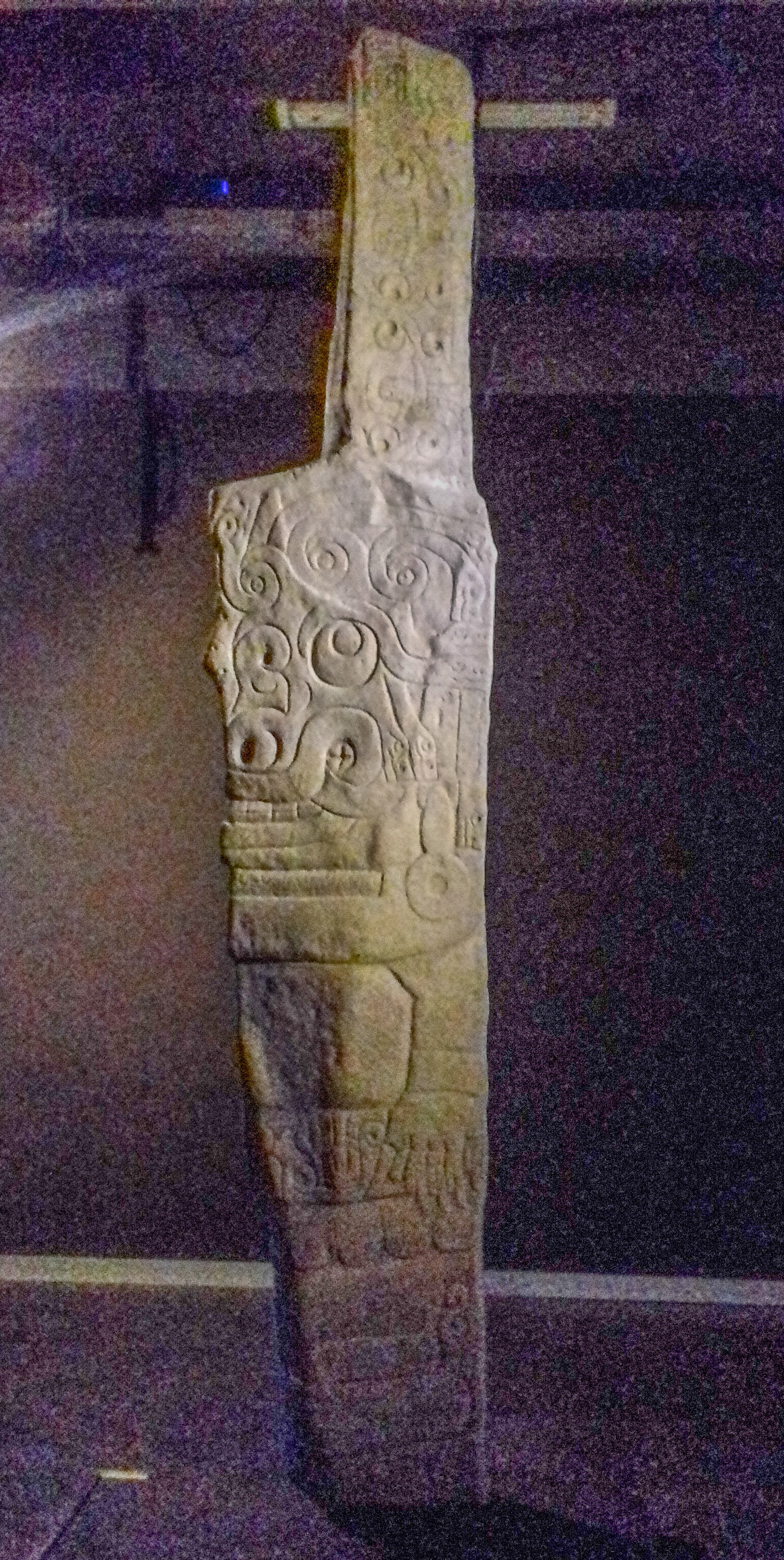
Le monolithe El Lanzón. Musée national de Chavín.

Les monolithes sont de grandes sculptures d'une seule pièce. Le type caractéristique est la lance monolithique, sculptée dans un granite irrégulier à l’aspect dentelé, de 4,53 m de haut, qui se trouve à l'intersection des couloirs souterrains du Vieux Temple de Chavín. Il a la forme d'un couteau, dont le tranchant, correspondant à la face de l'idole, est orienté vers l'est, vers le soleil levant. Le Lanzón montre un dieu anthropomorphe, dont l'énorme tête féline, avec des cheveux formés de serpents, occupe le tiers du volume de la sculpture. Il présente une bouche aux crocs pointus et un regard féroce ; son corps est court et épais, et ses extrémités sont placées la main gauche vers le bas et la main droite vers le haut, les doigts tendus. Le Lanzón, avec ses yeux globuleux, son imposante gueule pourvue de crocs, ses cheveux transformés en serpents et ses mains pourvues de griffes, arbore une expression féroce, renforcée par des lèvres épaisses aux commissures retroussées. Selon l’archéologue Julio Tello, il imiterait ainsi un félin irrité.
Le Lanzón (« la lance ») est la divinité principale de Chavín. Elle est plongée dans l’obscurité toute l’année sauf une ou deux fois par an. Cela renvoie au bâton à fouir qui sert lors des semailles et des récoltes. En effet, le Lanzón, lié au culte de la fertilité, était le garant de bonnes récoltes.

### Les têtes clouées
Cinquante-six têtes à tenon, plus grandes que nature, ornaient les murs extérieurs du nouveau temple. Elles représentent la transformation des chamans, par l’effet des hallucinogènes, de l’humain à l’animal. Certaines sont dotées de museaux proéminents et de crocs, de serpents enroulés tenant lieu de cheveux et de moustaches. Elles représentent des têtes de jaguars, de serpents et d'oiseaux, combinées à des traits humains. Elles doivent cette dénomination de têtes à clou ou têtes à tenon au fait qu'elles se terminent par une extension, comme un clou, par laquelle elles étaient encastrées de manière équidistante dans la façade du temple ou château de Chavín.

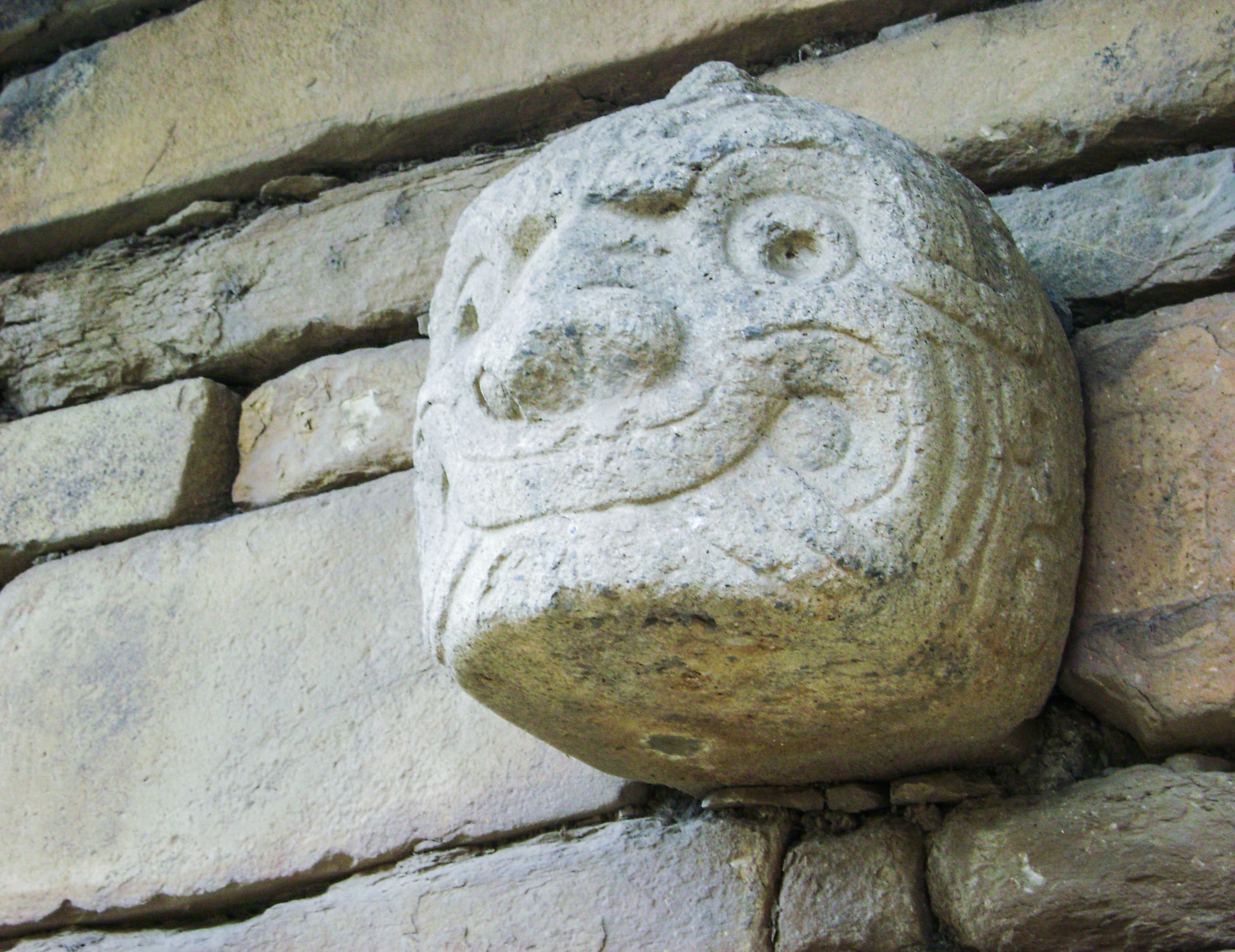
Une « tête à tenon », en place sur le mur du temple.
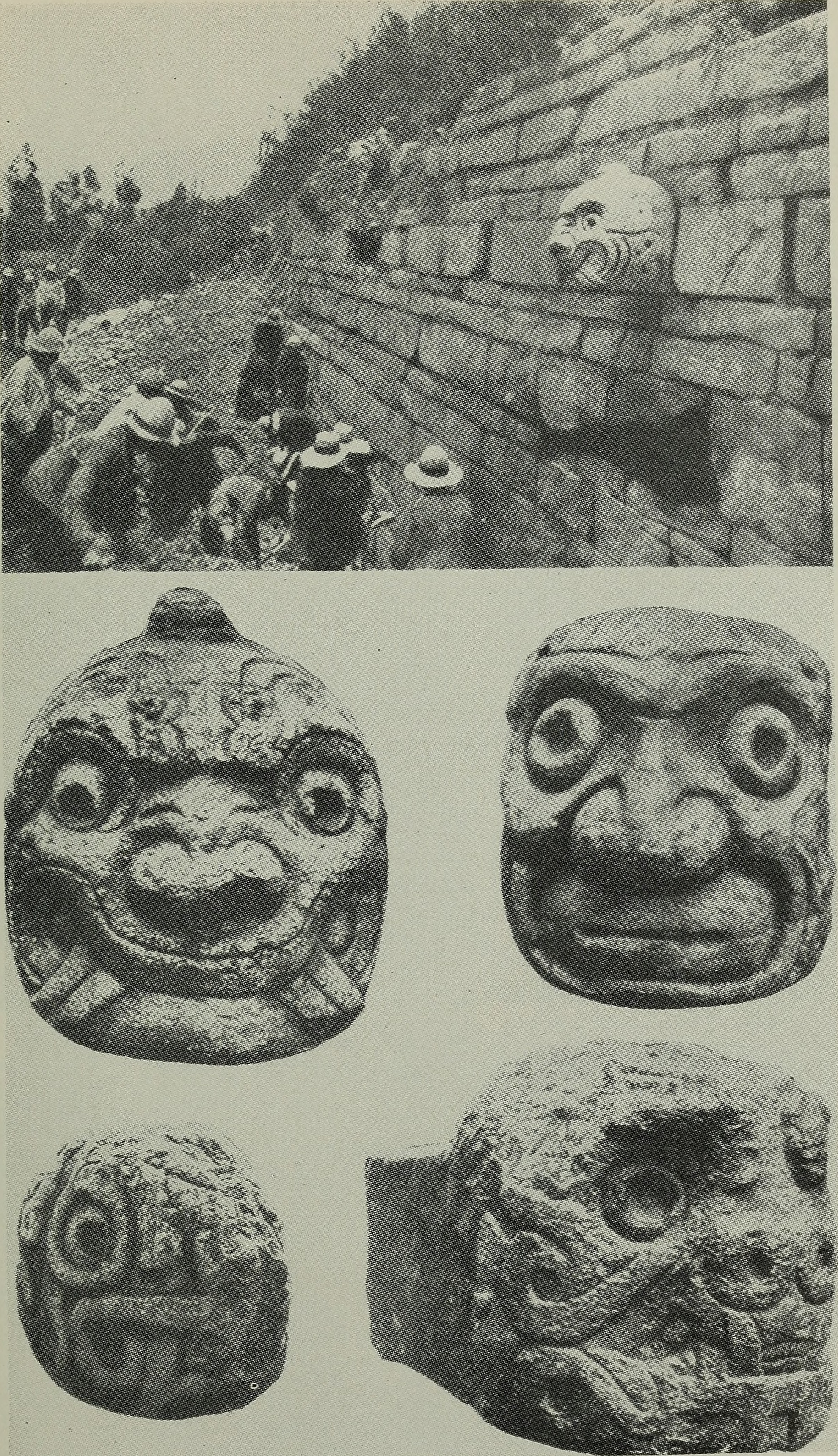
Photos des fouilles, vers 1901.
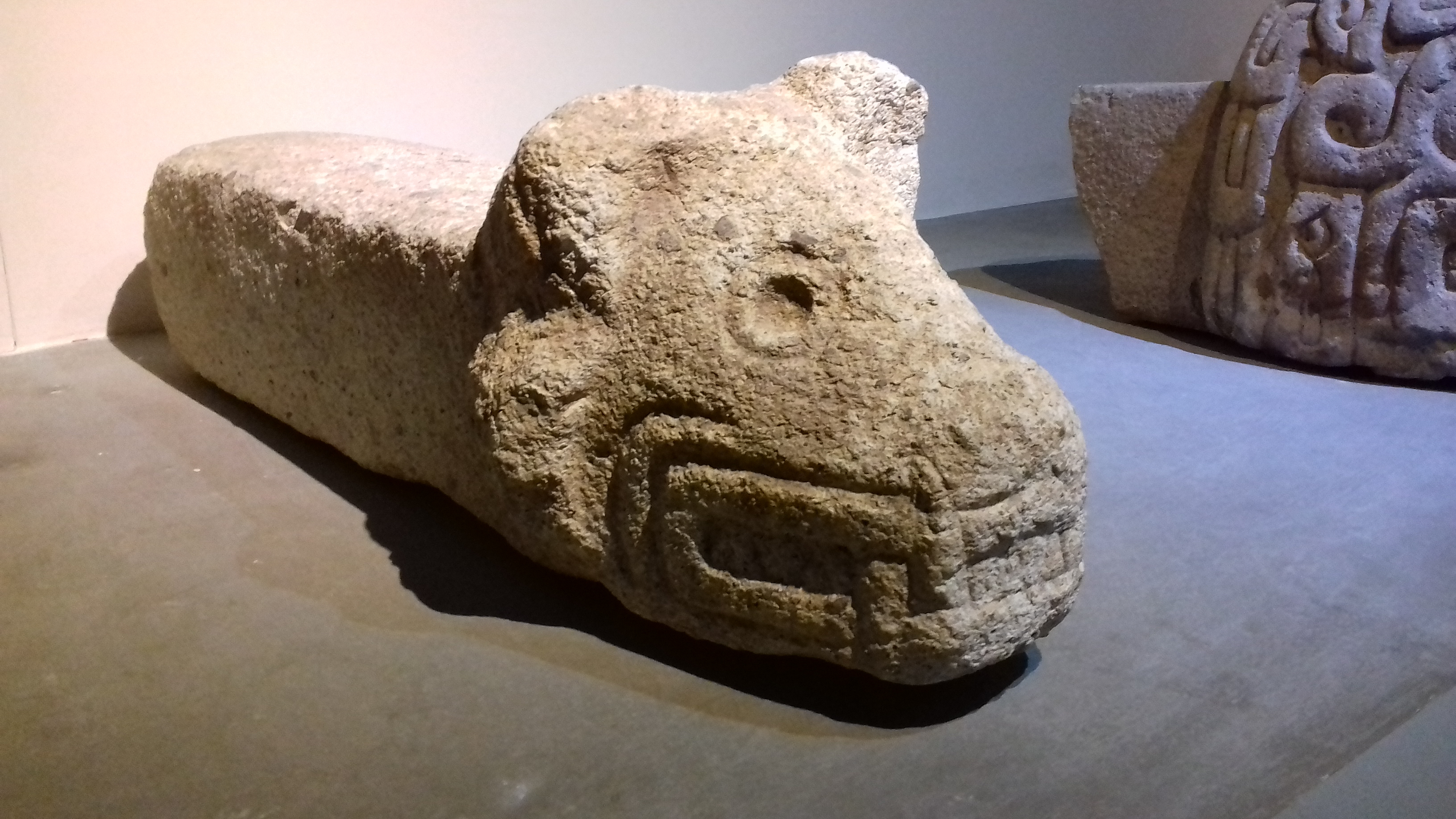
Une tête à tenon montrant la partie permettant l'encastrement.

Une théorie considère qu'il faut y voir les gardiens du temple. Ces têtes-tenons ont été travaillées dans des grès de consistances différentes, en quartzite et en granite. Sur les cinquante-six têtes que comptait le monument, une seule demeure en place. Les autres ont disparu ou sont conservées au musée.

« Têtes clouées », au musée de Chavín
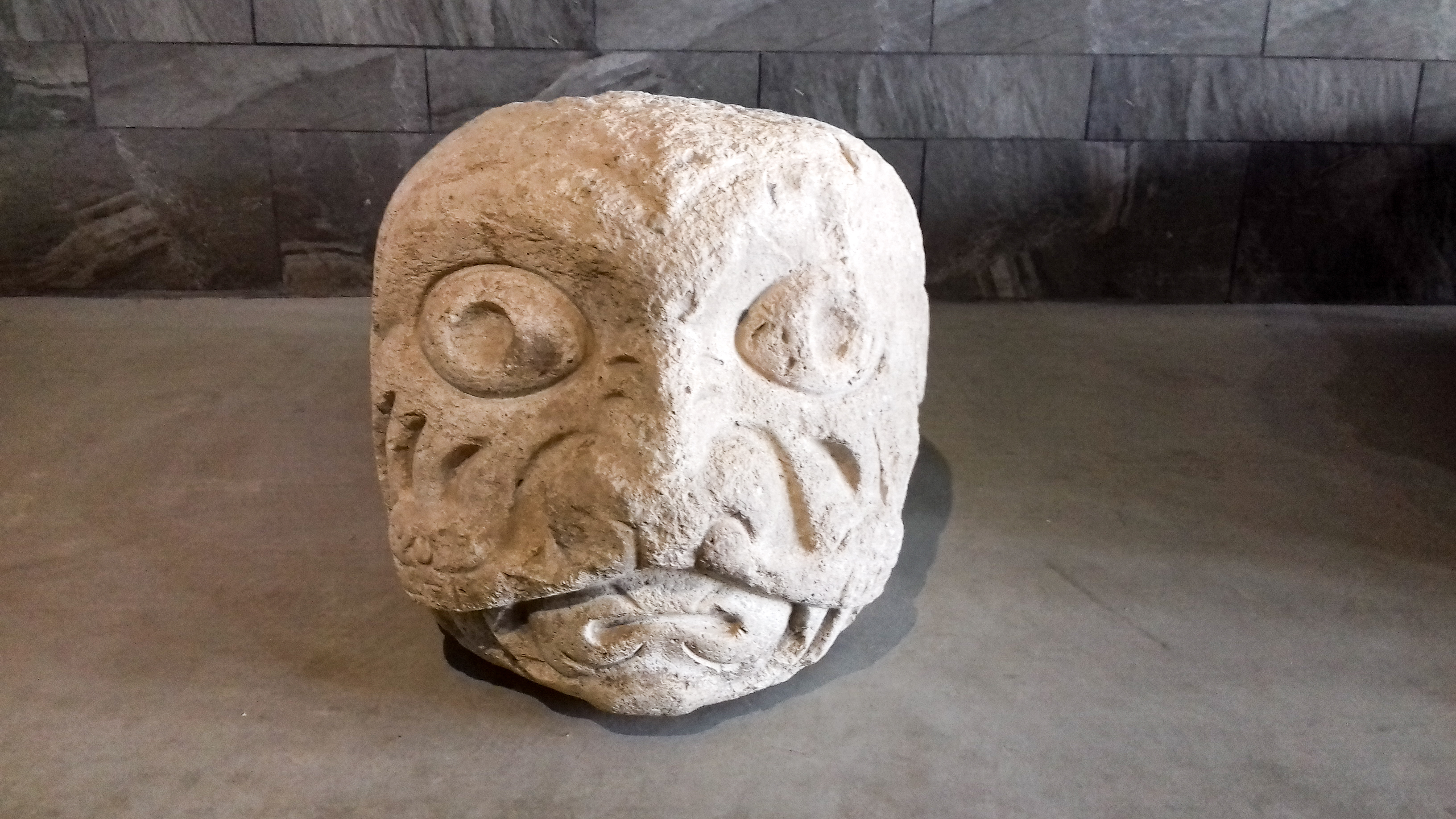
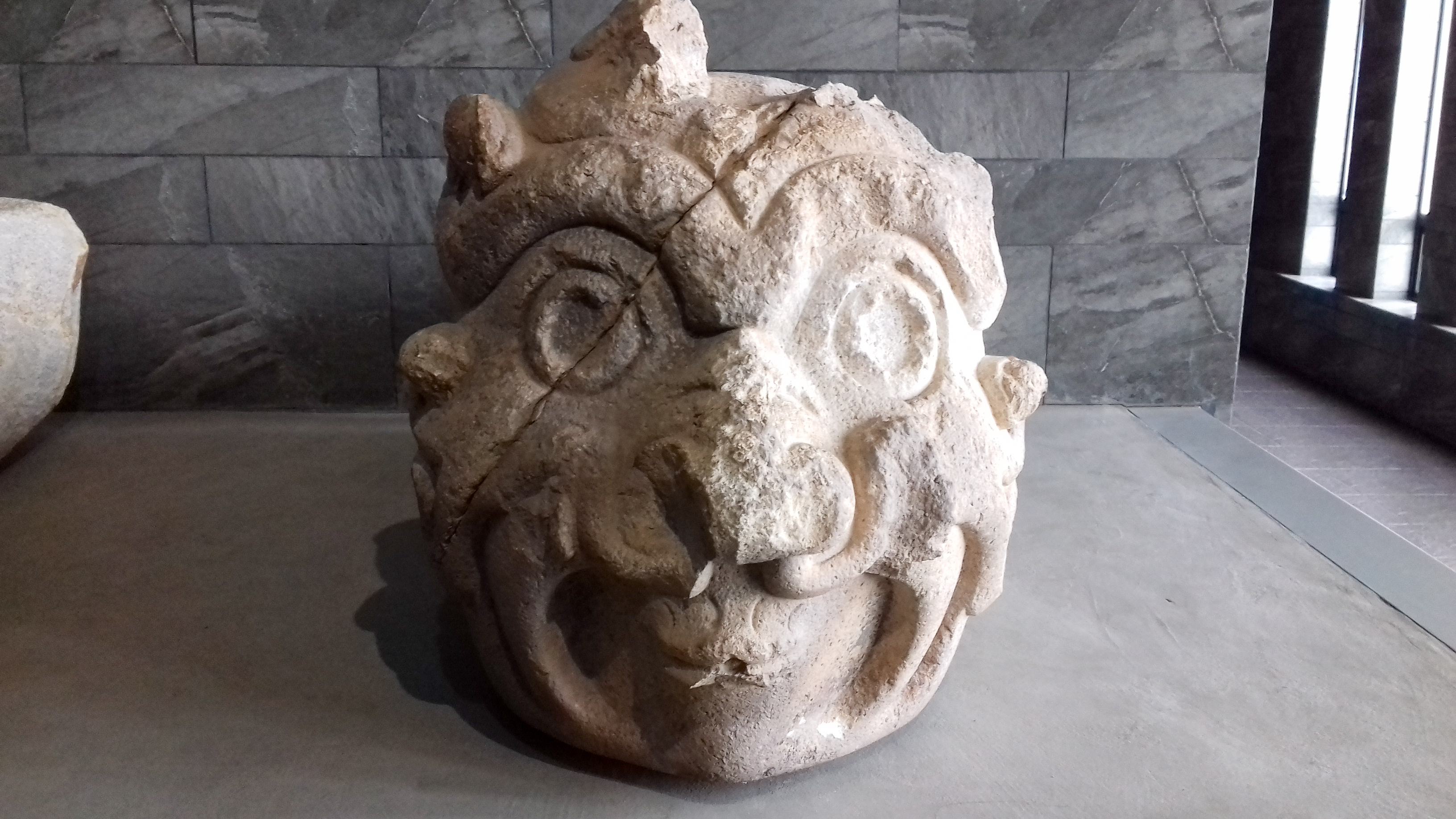
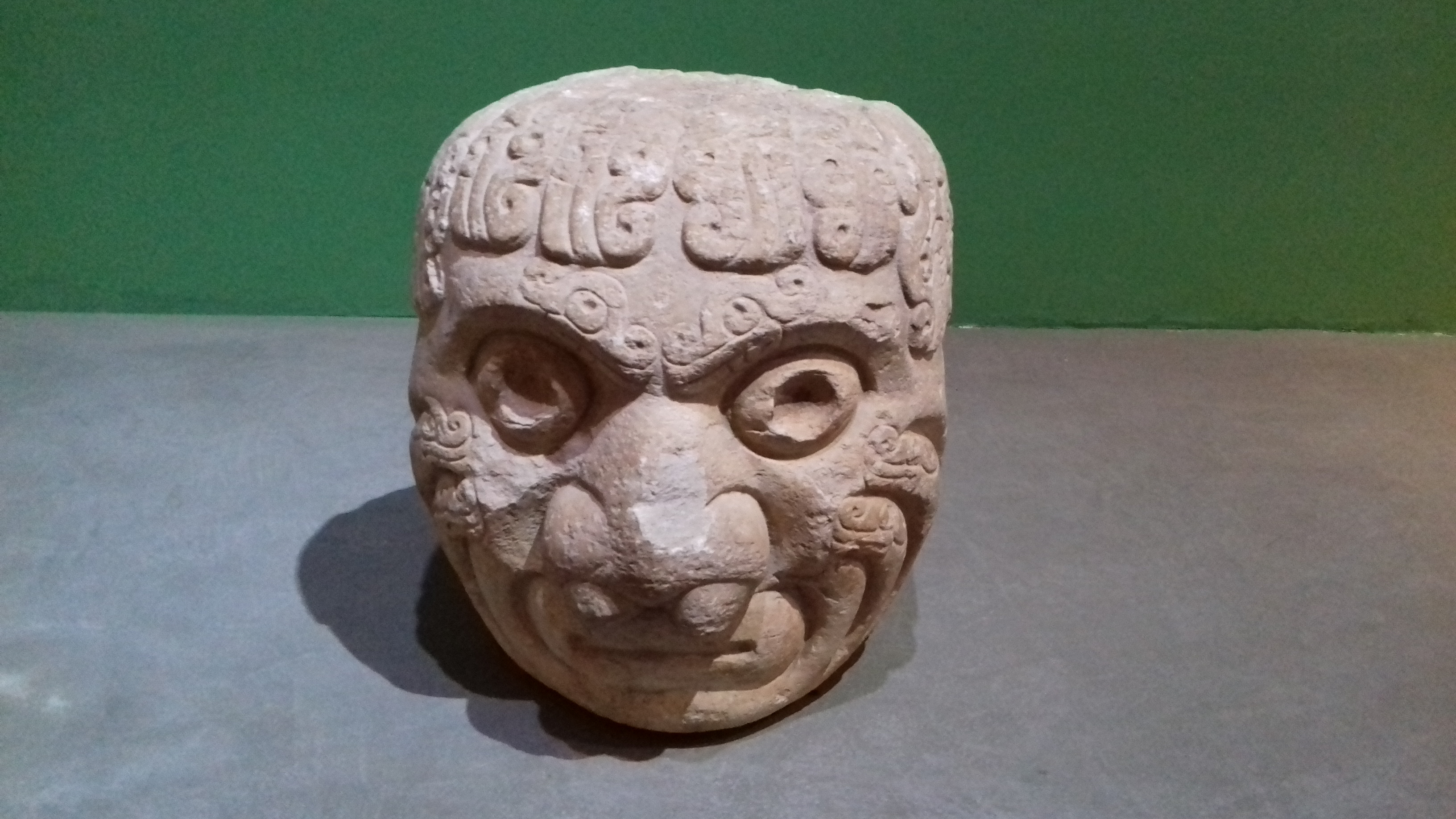
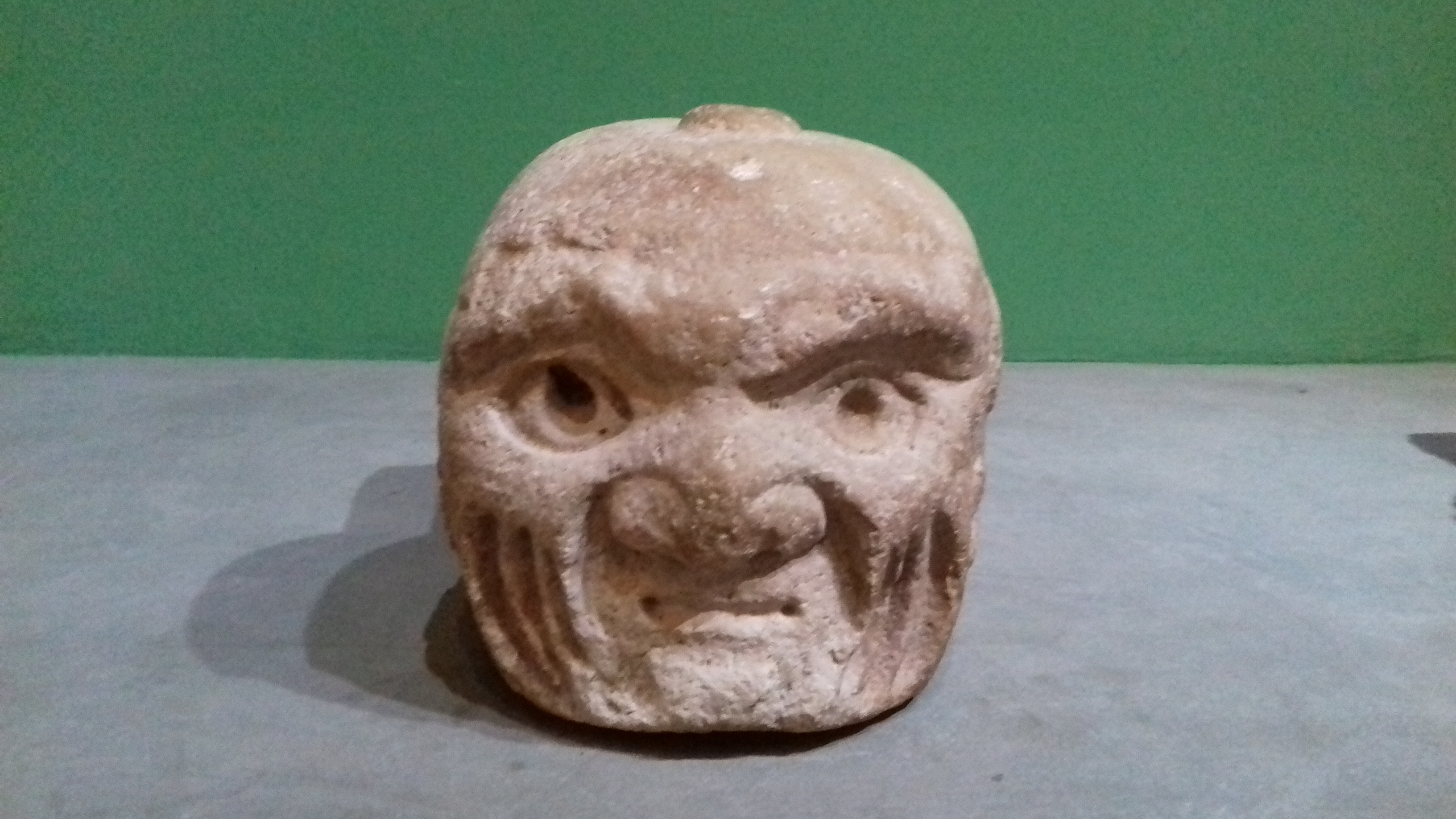
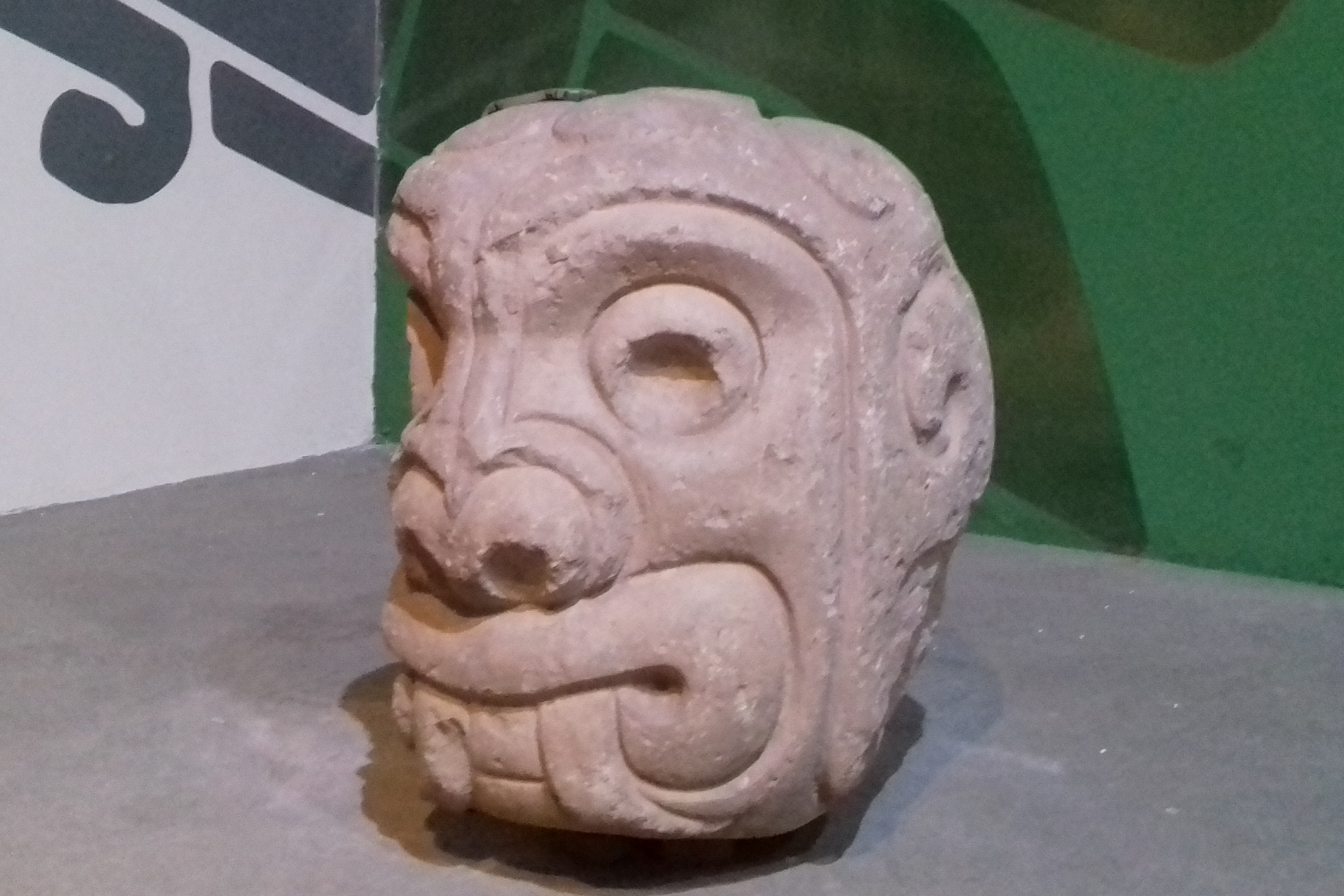

### La stèle Raimondi

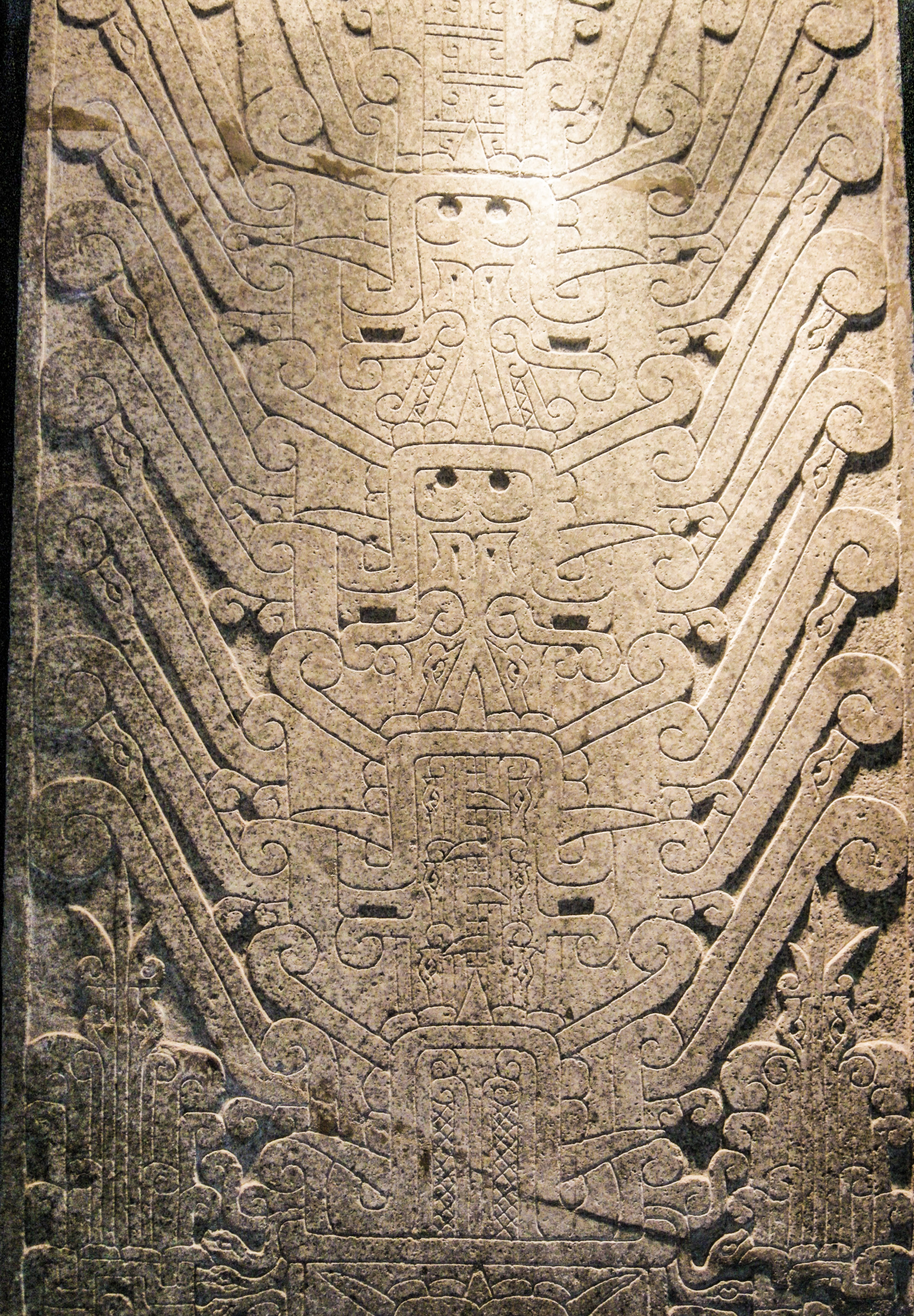
Stèle Raimondi (partie centrale)

La stèle Raimondi, du nom du savant italien qui l'a découverte en 1872, laisse découvrir un motif religieux ainsi qu'une alternance de naturalisme et de stylisation. Elle est composée de granite poli incisé et mesure 1,95 m de long, 0,74 m de large et 0,17 m d'épaisseur. La stèle représente un dieu appelé « Dieu aux bâtons » ou encore « Dieu aux sceptres », associé à la fertilité et à la terre. Le monolithe se distingue par son dessin compliqué et sa fine sculpture, représentant un dieu anthropomorphe, aux traits félins, avec griffes et crocs, qui tient dans ses mains deux bâtons ou sceptres. Elle incarne la dualité en une seule figure : les deux faces présentent en effet la même image, mais inversée.

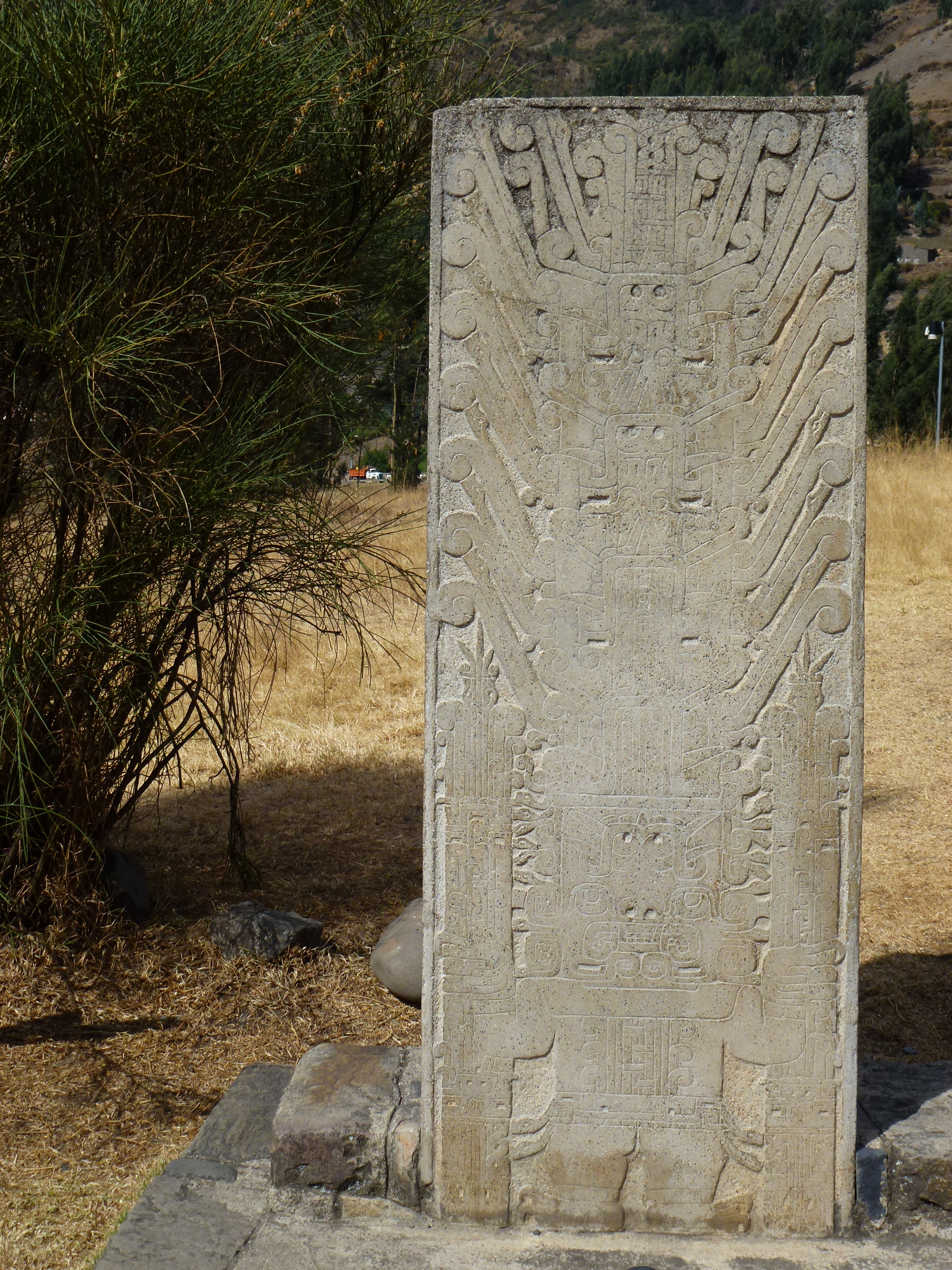
Stèle Raimondi. Musée de Chavín.
Dessin de la stèle
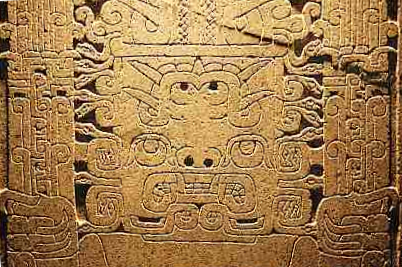
Stèle Raimondi (partie basse)

### L'obélisque Tello

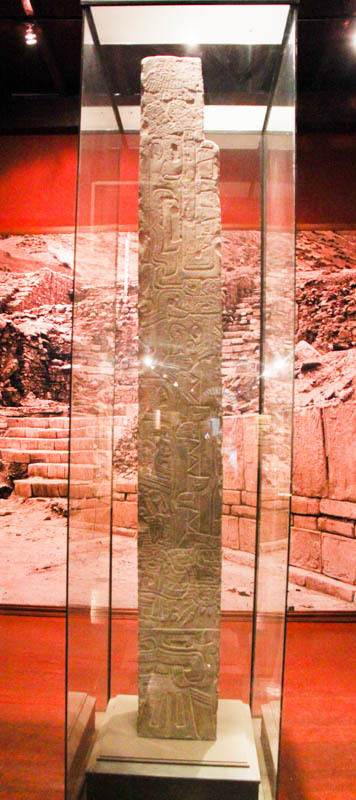
Obélisque de Tello

Les obélisques sont des sculptures en forme de prisme. Le plus représentatif d'entre eux est l'obélisque de Tello. Il fut découvert par Tello par hasard, alors qu'il mangeait chez un habitant local. L'obélisque de Tello mesure 2,52 m de haut et 0,32 m de large à la base. Il est sculpté en hauts, bas et plans reliefs, représentant deux divinités mythiques, ou en tout cas, un double dieu hermaphrodite (masculin et féminin). Il y a aussi des divinités secondaires et divers aliments (yucca, citrouille, canne à sucre) habilement représentés.

### Les corniches
Les corniches sont des sculptures plus petites que les précédentes, et elles faisaient peut-être office de pierres tombales. Un exemple est le soi-disant "Condor de Chavín", qui a été trouvé incomplet par Tello. Il est travaillé dans le granit et a une forme irrégulière. Il mesure 0,80 m par 0,45 m. Il représente la figure d'un oiseau mythologique presque réaliste, qui en principe était reconnu comme un condor, bien qu'il puisse aussi être un aigle ou un faucon.

### La céramique

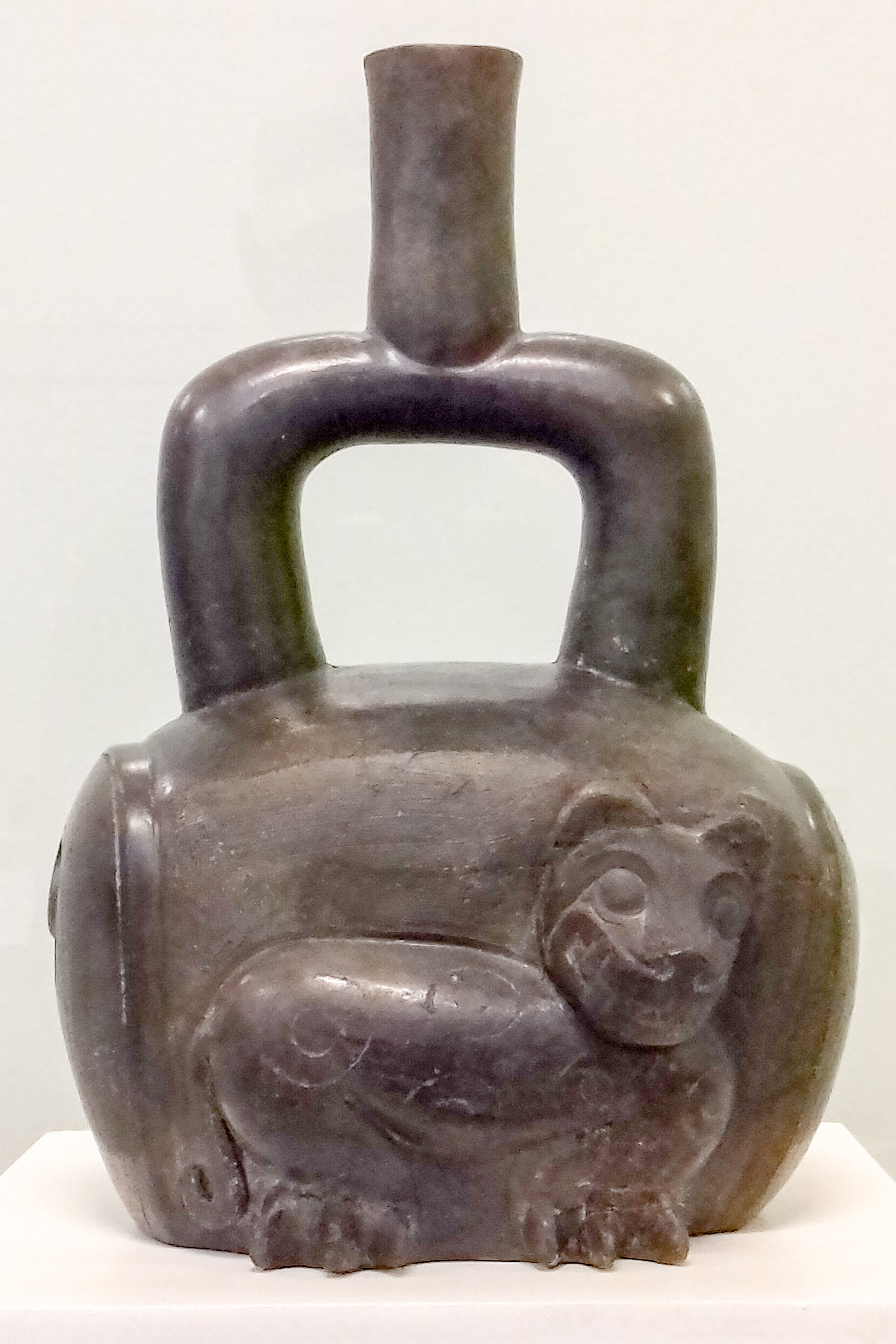
Bouteille à étrier. Céramique Chavín (vers 1000).

La vaisselle domestique et les autres ustensiles n'étaient pas différents de ceux utilisés dans les temples à des fins rituelles, à l'exception de quelques pièces choisies.

## Le style Chavín
Le style Chavín est le premier style qui se répand à une aussi grande échelle dans les Andes. Pour autant, de nombreuses traditions artistiques existaient déjà lors des périodes lithique, précéramique et initiale. Le centre de Chavín de Huántar unifie ces modèles artistiques.
La quasi-totalité des bâtiments et des places de Chavín de Huántar étaient décorés d’une iconographie zoomorphique et anthropomorphique, gravée en bas-relief. Les thèmes iconographiques trouvent leur origine dans des influences amazoniennes : le caïman, l’aigle, le serpent et le félin sont constamment représentés. Même s’ils sont souvent matérialisés au second plan, leur importance dans l’art de Chavín est notable.
Ce style est caractérisé, selon John Rowe, par la symétrie, la répétition, le « module de largeur » et la réduction des motifs en une combinaison de lignes droites, de courbes simples et de volutes. Le terme « module de largeur » renvoie à une série de bandes de même largeur, accolées et parallèles.
Cette schématisation de l’iconographie trouve son origine dans le textile. En effet, ce dernier, par sa technique, ne permet ni la représentation de la profondeur, ni celle du volume. L’une des principales fonctions de Chavín était la production textile spécialisée : ce qui souligne d’autant plus son importance et la volonté de reproduire ses décors dans les autres arts.

## Musée national de Chavín de Huántar

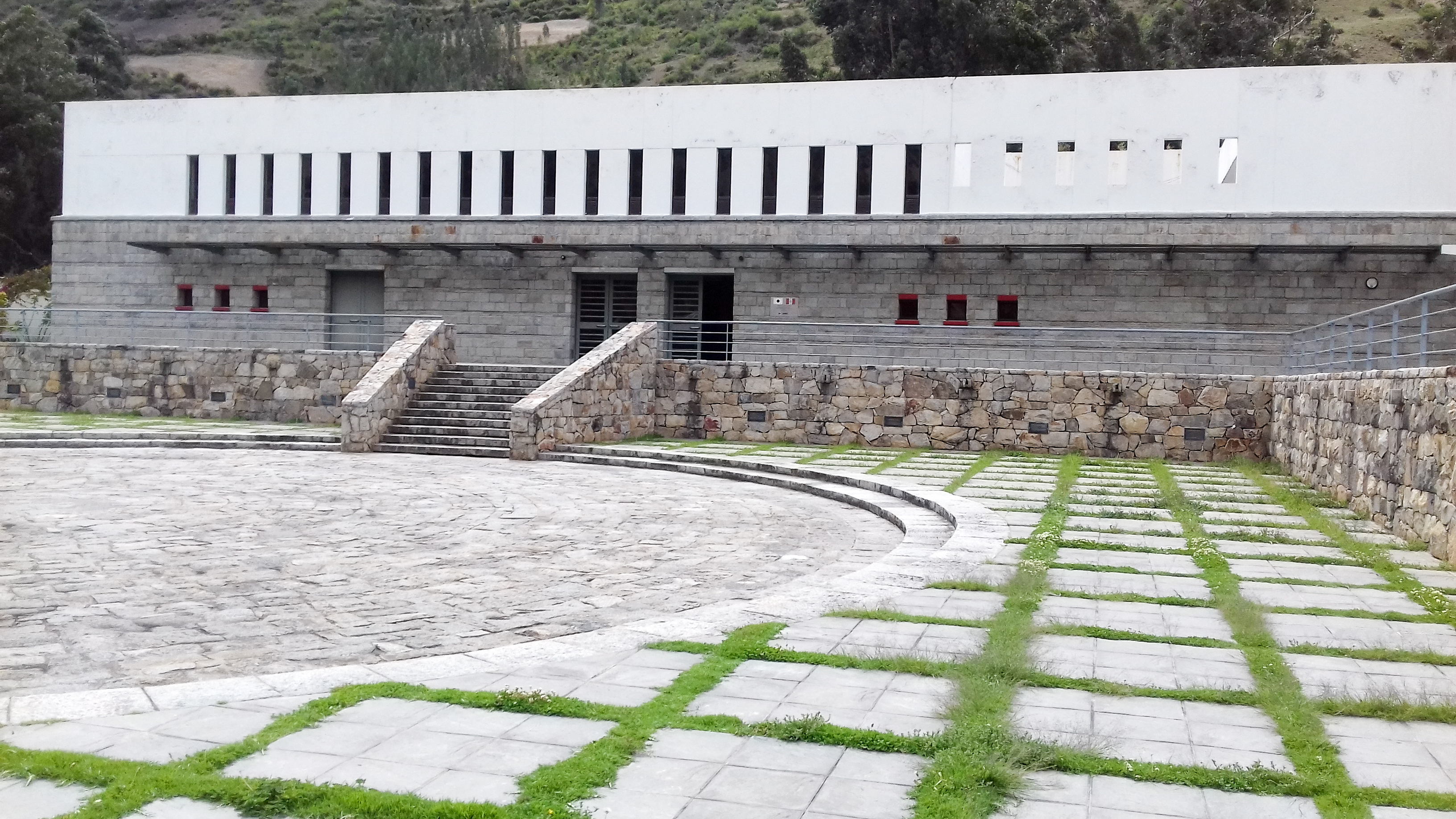
Les salles d'expositions du Musée national de Chavín.

Le musée a été construit à la sortie Nord de la ville sur la route no 110 qui mène à Huari, à l'opposé du site archéologique qui se trouve à 2 km. Depuis son inauguration le 18 juillet 2008, le Musée national dispose de deux grands environnements intégrés et indépendants :
- les zones d'exposition où, dans plusieurs grandes salles sont exposés l'obélisque de Tello, les pututos, les têtes-tenons, les céramiques, etc. tout un ensemble d'objets culturels qui révèlent le haut degré de développement atteint par la culture Chavín.
- cet ensemble ouvert au public est jouxté par les salles et ateliers du Centre International de Recherche, Conservation et Restauration, réservées aux experts chargés de l'étude et de la préservation des collections.

Ainsi, le Musée national de Chavín expose et étudie les biens culturels mobiliers qui ont été récupérés à la fois dans la zone du monument archéologique et ceux qui ont été trouvés dans la ville, depuis le moment où il a été fouillé pour la première fois par le Dr Julio César Tello Rojas jusqu'à nos jours.